# Shane Anthony Mackinlay
Shane Anthony Mackinlay (Brunswick, 5 giugno 1965) è un arcivescovo cattolico australiano, dal 18 giugno 2025 arcivescovo metropolita eletto di Brisbane.

## Biografia
Nasce a Melbourne, precisamente Brunswick, un sobborgo della municipalità di Città di Moreland, il 5 giugno 1965.

### Formazione e ministero sacerdotale
Inizia gli studi nella Wellington Primary School passando poi alla Villa Maria Primary School di Ballarat e al St. Patrick's College. Nel 1983 entra nel seminario del Corpus Christi iniziando agli studi teologici e filosofici al Melbourne College of Divinity. Consegue inoltre una laurea in fisica alla Monash University.
Il 7 settembre 1990 è ordinato diacono e il 6 settembre 1991 presbitero, in entrambe le occasioni dal vescovo Ronald Austin Mulkearns, incardinandosi nella diocesi di Ballarat. In seguito è vicario parrocchiale prima a Colac e poi nella cattedrale di Ballarat, dal 1992 al 1997. Dal 1998 al 2005 compie il proprio ministero come parroco di Sebastopol e segretario del vescovo. Dal 1999 al 2003 e dal 2008 al 2013 è membro del Collegio dei consultori, dal 2005 al 2019 parroco di Bungaree e dal 2009 al 2019 collaboratore parrocchiale di Gordon.

### Ministero episcopale

Stemma vescovile.

Il 23 luglio 2019 papa Francesco lo nomina vescovo di Sandhurst. Riceve l'ordinazione episcopale il 16 ottobre successivo nella cattedrale di Bendigo dall'arcivescovo Peter Andrew Comensoli.
Il 18 giugno 2025 papa Leone XIV lo nomina arcivescovo metropolita di Brisbane; succede a Mark Benedict Coleridge, dimessosi per raggiunti limiti di età.

## Genealogia episcopale
La genealogia episcopale è:
- Cardinale Scipione Rebiba
- Cardinale Giulio Antonio Santori
- Cardinale Girolamo Bernerio, O.P.
- Arcivescovo Galeazzo Sanvitale
- Cardinale Ludovico Ludovisi
- Cardinale Luigi Caetani
- Cardinale Ulderico Carpegna
- Cardinale Paluzzo Paluzzi Altieri degli Albertoni
- Papa Benedetto XIII
- Papa Benedetto XIV
- Papa Clemente XIII
- Cardinale Marcantonio Colonna
- Cardinale Giacinto Sigismondo Gerdil, B.
- Cardinale Giulio Maria della Somaglia
- Cardinale Carlo Odescalchi, S.I.
- Cardinale Costantino Patrizi Naro
- Cardinale Lucido Maria Parocchi
- Cardinale Pietro Respighi
- Cardinale Pietro La Fontaine
- Cardinale Celso Benigno Luigi Costantini
- Cardinale James Robert Knox
- Arcivescovo Thomas Francis Little
- Cardinale George Pell
- Arcivescovo Peter Andrew Comensoli
- Arcivescovo Shane Anthony Mackinlay